# Resonansrörsmetoden
Resonansrörsmetoden är en röstbehandlingsmetod som används av bland annat logopeder och sångpedagoger.
Metoden förbättrar röstkvaliteten genom att den som vill förbättra rösten ljudar i ett glasrör vars längd och tjocklek är anpassade efter röstens behov. Den ena änden av röret är nedsänkt i vatten, men rör utan vatten förekommer också. 
Metoden utvecklades i Finland på 1960-talet av fonetikprofessorn Antti Sovijärvi.
Hur rörfonation fungerar är inte fullt klarlagt men forskning tyder på att vattenbubblorna modulerar stämbandsvibrationen och moduleringen av vibrationerna i glottis kan innebära en eventuell massage-effekt på larynx.
Röret kallas resonansrör i Finland, fonationsrör i Sverige och resonance tube på engelska.
Lax Vox är en liknande metod där patienten använder en plastslang. Metoderna har likartade resultat. 